# Karneval von Schwarzen und Weißen
Der Karneval von Schwarzen und Weißen (deutsch Carnaval de Negros y Blancos) ist, nach dem Karneval von Barranquilla, der zweitgrößte Karneval in Kolumbien und auch ein bedeutender in Lateinamerika. Der Event findet jedes Jahr am 5. („Tag der Schwarzen“) und 6. Januar („Tag der Weißen“) in Pasto (Departamento de Nariño) statt.
Im Vorfeld des Festes finden weitere karnevalistische Umzüge statt: am 28. Dezember, dem Día de los Santos Inocentes (Tag des Kindermordes in Bethlehem); am 31. Dezember das Desfile del año viejo; am 3. Januar der carnavalito (Kinderkarneval); und am 4. Januar der Umzug der Família Castañeda.
Der Carnaval de Negros y Blancos wurde 2009 in die UNESCO-Liste des immateriellen Kulturerbes der Menschheit eingetragen.